# 细鳞栉孔扇贝
细鳞栉孔扇贝（学名：Argopecten asperulata），又名紅瓦海扇蛤，是海扇蛤目海扇蛤科海灣扇貝屬的一种。主要分布于中国大陆、台湾、韓國、日本本州中部以南水域、琉球及緬甸，常栖息在水深14.5－93米、泥砂底。